# うっかり戦国4コマ かいこ
『うっかり戦国4コマ かいこ』（うっかりせんごくよんコマ かいこ）とは、久山ちずによる日本の漫画作品。戦国時代(一部江戸時代)が舞台となっている。略称は『かいこ』。四コマを謳っているが、四コマ漫画以外の作品も多い。著者のブログ内で描かれていた「うっかり戦国漫画 かいこ」が基となっている。2012年11月現在、新書館より単行本が3巻まで発売されている。

## 内容
戦国武将たちが会話をする形式である。話の内容の多くは『名将言行録』、『常山紀談』などの逸話を基にしている。本能寺の変、関ヶ原の戦いなど、実際にあった歴史事件を取り扱っている話もある。
戦国時代が舞台であるが、登場人物の会話にはカタカナ言葉や流行語が多く使われ、携帯電話やパソコン、ビデオテープなどが登場する。また、その時代錯誤性を指摘する場面もない。
基本的には同年代、同一大名家内の人間関係で成り立っているが、3巻では、例外的に武田信繁(1561年没)、真田信幸(1566年生)、真田信繁(1567年生)が同時に登場する場面があった。

## 登場人物
登場人物の外見は、人物の家紋や旗印が基となっている。また、洋服を着ている登場人物も多い。
- 織田信長
- 織田信忠
- 織田信雄
- 織田信孝
- 前田利家
- 明智光秀
- 丹羽長秀
- 柴田勝家
- 豊臣秀吉
- 豊臣秀長
- 竹中半兵衛
- 黒田官兵衛
- 黒田長政
- 加藤清正
- 福島正則
- 藤堂高虎
- 石田三成
- 大谷吉継
- 毛利元就
- 毛利隆元
- 吉川元春
- 小早川隆景
- 毛利輝元
- 武田信玄
- 武田信繁
- 武田信廉
- 馬場美濃
- 上杉謙信
- 上杉景勝
- 直江兼続
- 真田昌幸
- 真田信之
- 真田信繁
- 後藤基次
- 毛利勝永
- 長宗我部盛親
- 木村重成
- 伊達政宗
- 伊達輝宗
- 最上義光
- 大友宗麟
- 立花道雪
- 高橋紹運
- 立花宗茂
- 島津義久
- 島津義弘
- 島津歳久
- 島津家久